# Monastère de Benchen
Le monastère de Benchen est un temple de l'école karma-kagyu du bouddhisme tibétain situé à Nangchen dans la région Kham au Tibet, reconstruit au Népal.

## Histoire
Le monastère de Benchen est le siège des Sangyé Nyenpa Rinpochés. Il a été fondé par le 4e Sangyé Nyenpa Rinpoché, Gelek Gyamtso. Pendant la révolution culturelle, le monastère principal ainsi que le centre de retraite d'été ont tous deux été détruits. Au début des années 1980, avec l'aide de Chime Tulku (en), les moines de Benchen ont reconstruit le centre de retraite d'été  (Yarnä Lhakhang). Après 1997, le hall fut reconstruit sous les conseils du 10e Sangyé Nyenpa Rinpoché et du 3e Tenga Rinpoché.
Dudul Dorje, le 13e karmapa, est mort au monastère de Benchen.
Lors du séisme de 2010 de Yushu, le monastère de Benchen a été affecté.

## Tulkou de Benchen
Les quatre Tulkou de Benchen sont :
- Chime Tulku (en) (né 1991)
- Radha Tulku (Chime Rinpoché)
- Sangyé Nyenpa Rinpoché
- Tenga Rinpoché

## Monastère de Benchen au Népal
Après 1976, Tenga Rinpoché s'installe à proximité de Swayambunath, au Népal, où il a fondé le monastère de Benchen Puntsok Dargyeling. Après le séisme de 2015 au Népal, le monastère de Benchen répond à l'appel du 17e karmapa Orgyen Trinley Dorje d'aider les Népalais et devient le centre des activités de secours du Karmapa Service Committee Nepal